# Chariot (судно)
Chariot — грузовое судно. Стало известным, когда отразило атаку сомалийских пиратов в Аденском заливе в 2011 году. Кроме этого судно было замешано в международном скандале в 2012 году.

## История
С момента создания в 1984 году судно ходило под флагом Дании и вплоть до 22 сентября 1990 года называлось Markland saga.
С 23 сентября 1990 года по 30 января 2009 года оно было переименовано в MS Malene, с 31 января по 13 февраля 2009 года называлось Malene.
С 14 февраля 2009 года судно было переименовано в Chariot и перешло под флаг Сент-Винсента и Гренадин.

### Происшествие в Аденском заливе
В начале марта 2011 года судно Chariot следовало через Аравийское море, где подверглось атаке сомалийских пиратов.
В тот момент на судне находилось 6 членов экипажа и охрана: 4 ветерана спецназа различных правоохранительных органов России.
К Chariot в сумерках приблизилось большое неосвещённое грузовое судно, на грузовой палубе которого было два крана.
Возможно, это судно было ранее захвачено пиратами и являлось пиратской базой для выхода в открытый океан.
От появившегося судна в сторону Chariot направилась лодка белого цвета.
Одновременно с кормы по левому борту с расстояния 150 метров быстро приближалась моторная лодка.
Эта лодка была окрашена в «шаровый» цвет, на её борту было шесть пиратов.
Охрана Chariot дала предупредительную очередь вверх, с лодки открыли ответный огонь.
После того, как охрана Chariot перешла к прицельной стрельбе, пиратское судно прекратило атаку и ушло к грузовому судну.

### Рейс в Сирию
9 декабря 2011 года судно вышло из Санкт-Петербурга с грузом боеприпасов и амуниции от «Рособоронэкспорта» в количестве 35-50 тонн.
Оператором судна являются Westberg Ltd (Санкт-Петербург), для перевозки груза судно фрахтовал брокер «Балчарт».
Планировалось выполнить рейс с заходом в ряд портов Средиземного моря.
По словам эксперта — главного редактора журнала «Морской бюллетень» Михаила Войтенко, корабль к моменту задержания «напетлял по Средиземноморью», побывал в Тартусе (Сирия), Искендеруне (Турция), Сеуту (Испания).
7 января 2012 года судно следовало в сирийский порт Латакия и прибыло в порт кипрского города Лимасол для того, чтобы переждать шторм, капитаном было принято решение осуществить бункеровку.
10 января судно было досмотрено и задержано из-за обстоятельств транспортировки груза: адресатом боеприпасов значилась Сирия, в которую Евросоюз запретил поставки подобных грузов.
Этот запрет связан с продолжавшимся на тот момент восстанием в этой стране.
МИД Кипра сообщил, что береговая охрана и таможня не смогли идентифицировать груз из-за недостатка места.
11 января капитан Chariot заявил властям Кипра о том, что грузовладельцем предписано изменить маршрут: судно не пойдёт в Сирию, по словам М. Войтенко пунктом назначения стал турецкий Искендерун..
В тот же день судно было отпущено администрацией порта и проследовало в пункт материально-технического обеспечения кораблей ВМФ России, который находится на территории сирийского порта Тартус.
12 января судно Chariot вошло в сирийский порт Тартус, при этом по мнению турецкой стороны с судна были сняты приборы, распространяющие сигналы о местонахождении судна.
Оттуда Chariot отправилось в сторону Турции.
13 января агентство Reuter обнародовало информацию об обстоятельствах задержания и дальнейшего рейса судна.
15 января оно приблизилось к порту турецкого города Искендерун и турецкие власти заявили о намерении провести досмотр корабля.
Правительство США через дипломатические каналы в Москве сообщили России о своем беспокойстве, связанном с этим инцидентом.
24 января пресс-секретарь Виктория Нуланд провела брифинг в госдепартаменте США, посвящённый этому событию.
Существует две точки зрения на вопрос поставок вооружения в Сирию:

Россия поступает в соответствии с нормами международного права:

Россия не поддержала резолюции против Сирии. С Сирией у России сегодня нормальные отношения, и сирийское руководство необходимо поддержать в его намерениях провести реформы, в том числе и реформу власти… …По-иному она действовать не должна, она обязана выполнять контрактные договоренности— президент Академии геополитических проблем, генерал-полковник Леонид Ивашов. Интервью РБК daily 12 января 2012 года
Попытка России доставить боеприпасы сирийскому режиму нарушает международное право:

"В международном праве есть такое понятие, как общепринятые нормы и принципы, которые действуют для всех, вне зависимости от обстоятельств, даже несмотря на то, что Россия проигнорировала резолюцию Совбеза— руководитель кафедры международного публичного права Дипломатической академии МИД России Александр Ковалев. Интервью РБК daily 12 января 2012 года